# Jean-Brunon Rudd
Jean-Brunon Rudd (Brugge 13 oktober 1792 – 22 februari 1870) was de architect van de stad Brugge.

## Levensloop

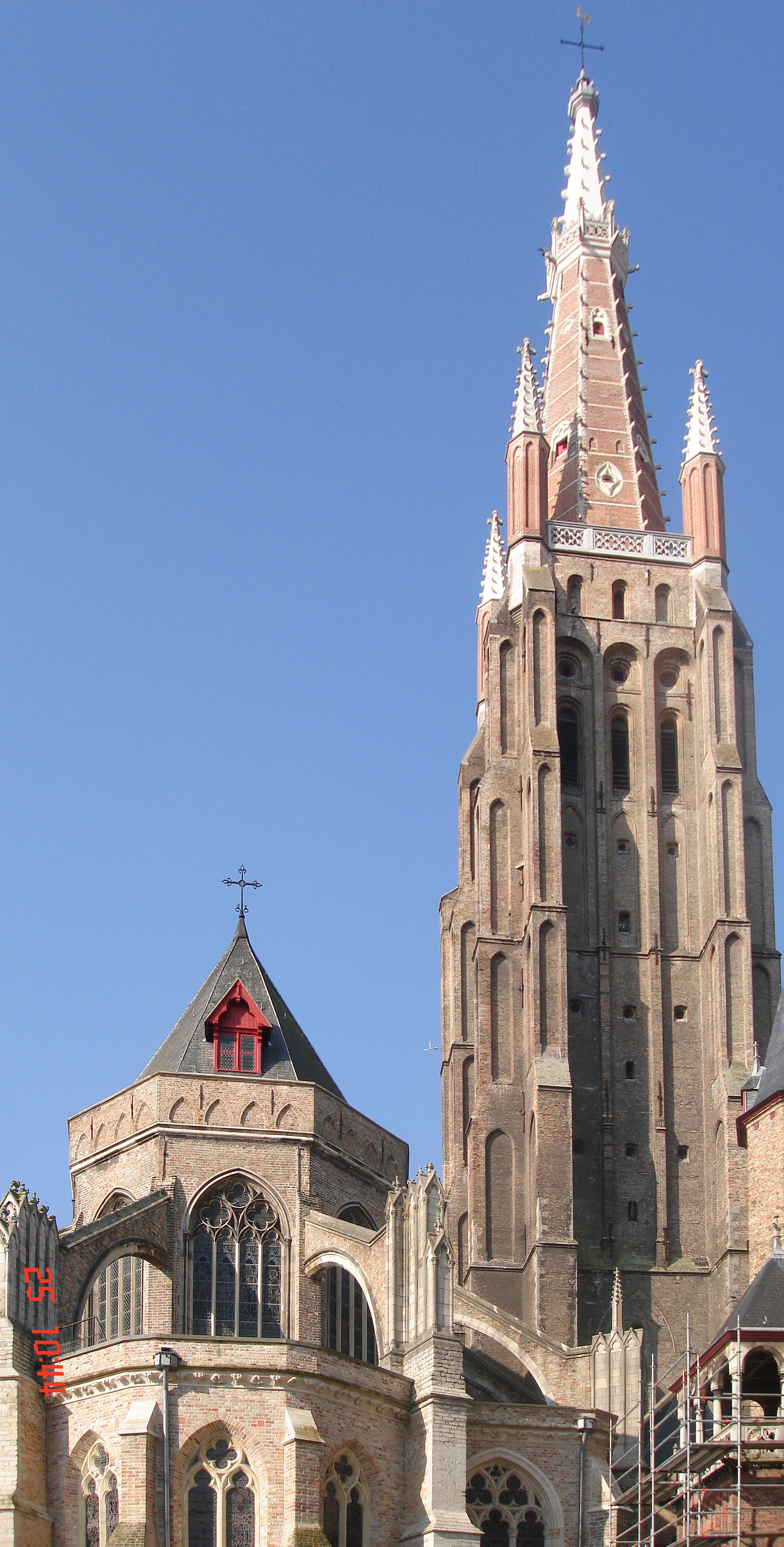
Toren van de Onze-Lieve-Vrouwekerk (Brugge).

Rudd was de zoon van schrijnwerker-timmerman Joseph Rudd († 1812) en van Marie Dankaert. Zelf bleef hij ongehuwd.
Hij volgde tekenlessen aan de Brugse kunstacademie en bekwaamde zich in de architectuur. In de periode 1818 tot 1828 behaalde hij vier prijzen in architectuurwedstrijden gehouden in Gent, Antwerpen en Amsterdam.
Hij bestudeerde jarenlang de architectuurgeschiedenis, met als resultaat de hierna vermelde losbladige publicatie, met nauwkeurige opmetingen en tekeningen van Brugse monumenten uit de gotiek en de renaissance. Als gevolg van de Belgische omwenteling werd het project nooit voltooid.
In 1821 werd Rudd korte tijd lid van de Brugse vrijmetselaarsloge La Réunion des Amis du Nord, maar hij werd alleen maar ingewijd in de leerlingengraad. In 1825 werd hij leraar aan de Kunstacademie in Brugge, in 1830 werd hij stadsarchitect en directeur van de openbare werken, in 1839 was hij stichtend lid van het Oudheidkundig Genootschap van Brugge.
Tijdens zijn 40-jarige carrière als stadsarchitect kon hij sterk zijn stempel op het Brugse stadsbeeld drukken. Hij was ontwerper van heel wat nieuwbouw of betrokken bij talrijke aanpassingen aan de stedelijke configuratie. Zijn invloed liet zich onder meer gelden bij de stedenbouwkundige inplanting van de nieuwe stadsschouwburg.
Zijn voorkeurstijl was het neoclassicisme, waarmee zijn realisaties sterk bepalend werden in sommige stadsgedeelten. Enkele voorbeelden:
- Vlamingstraat 3-5-7 (1849-1850)
- Geldmuntstraat 17 (1850)
- Sint-Amandstraat 46 (hoek Geldmuntstraat) (1860)
- Vlamingstraat 1 (1860)

Hij mag, samen met architect Isidore Alleweireldt gelden als de belangrijkste neoclassicistische architect in Brugge.
Als stadsarchitect tekende hij voor onder meer:
- Het concertgebouw in de Sint-Jacobsstraat (1830)
- Het slachthuis (1842-1843)
- De verbouwing van het voormalig jezuïetencollege tot Atheneum en Rijksmiddenschool
- Verschillende stadsscholen, waaronder deze in de Ganzenstraat
- Straatlantaarns, bruggen, pompen

Hij voerde ook restauratiewerken uit, soms zeer ingrijpende. Onder meer:
- het trappenhuis van de H. Bloedkapel (reconstructie 1837)
- de schouw van het Brugse Vrije (1845)
- de torenspits van de Onze-Lieve-Vrouwekerk (reconstructie 1852-1857)
- de stadhuisgevel (1852-1863)
- de Blinde-Ezelbrug, verbinding van Vismarkt en Burg

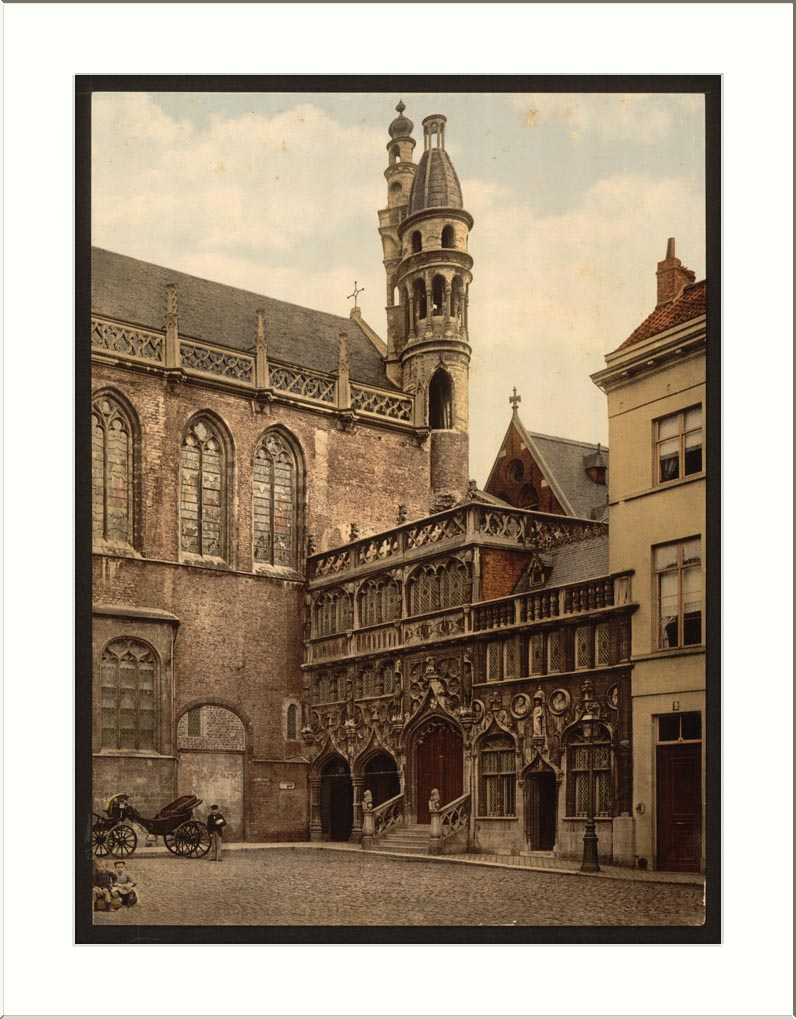
H. Bloedkapel (Brugge).
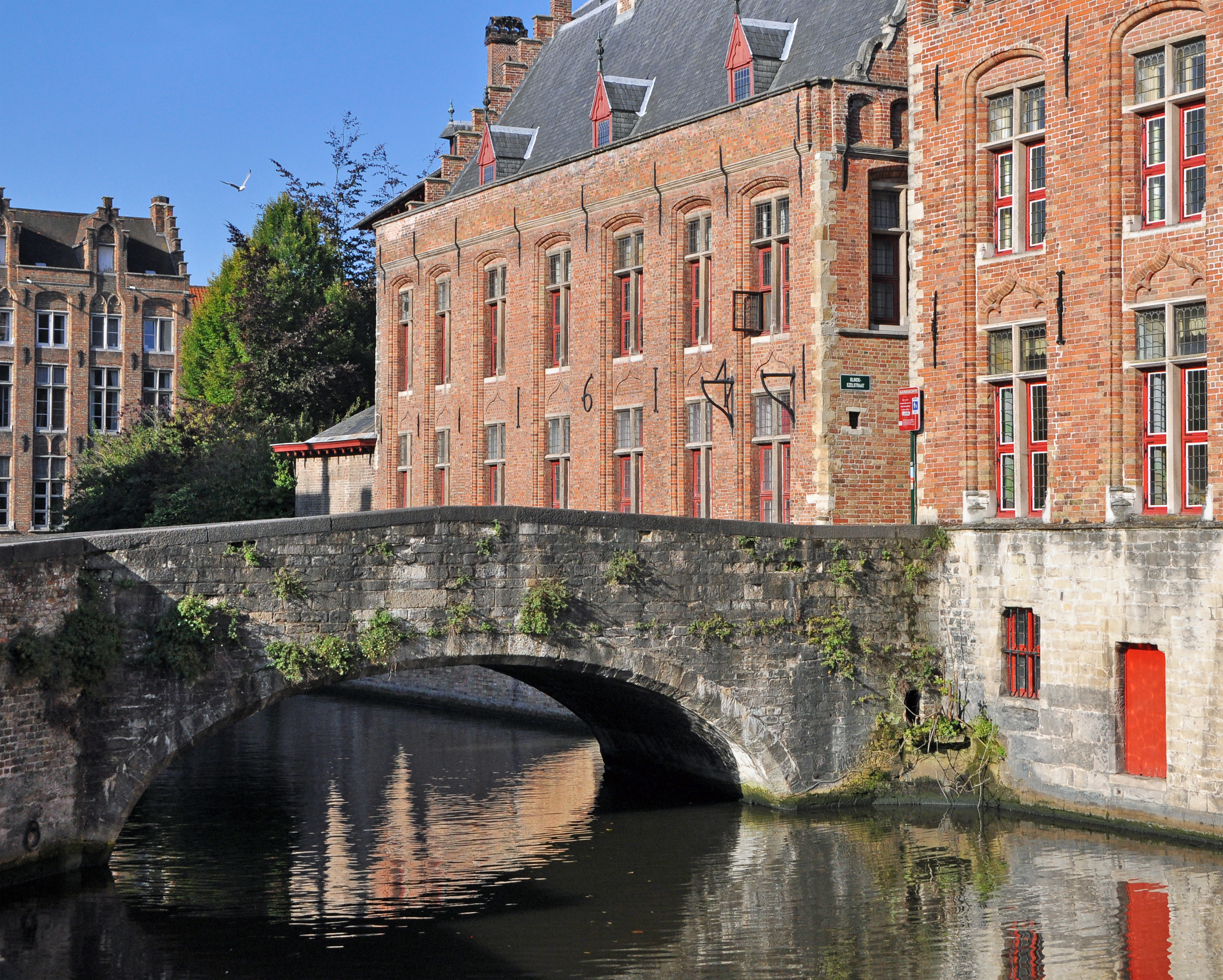
Blinde-Ezelbrug (Brugge).

## Publicatie
- Collections de plans, coupes, voûtes, plafonds, etc. des principaux monuments d'architecture et de sculpture de la ville de Bruges, depuis le XIVe jusqu'au XVIIe siècle, Brugge,